# George Frisbie Hoar
George Frisbie Hoar (Concord, 1826. augusztus 29. – Worcester, 1904. szeptember 30.) az Amerikai Egyesült Államok szenátora (Massachusetts, 1877–1904).